# 2012年2月逝世人物列表
2012年逝世人物列表：1月 - 2月 - 3月 - 4月 - 5月 - 6月 - 7月 - 8月 - 9月 - 10月 - 11月 - 12月
2012年2月逝世人物列表，是用于汇总2012年2月期间逝世人物的列表。

## 依日期排序

### 2月1日
- 維斯拉瓦·辛波絲卡（波蘭語：Wisława Szymborska），89歲，波蘭女詩人，1996年諾貝爾文學獎得主，因肺癌辭世。中央社
- 陳白梅，82歲，已故台灣畫家陳澄波的三女。中國時報
- 赵德尊，99歲，中共黑龙江省委原书记、黑龙江省人大常委会原主任。新華網（页面存档备份，存于）
- 孙茂珲，22歲，苏州公安消防支队特勤三中队消防员，因公殉职。新華網山東頻道、新华网（页面存档备份，存于）

### 2月2日
- 楊戈平，56歲，桂林市艺术研究所所长、國家一級編劇，中国国民党革命委员会桂林市委员会第十二届市委委员《大儒還鄉》和《何香凝》的编剧，車禍中死亡。新華網廣西頻道

### 2月3日
- 杜進才（Toh Chin Chye），91歲，曾任新加坡副總理。新加坡亞洲新聞台（页面存档备份，存于）
- 史蒂夫·艾波頓（Steve Appleton），51歲，半導體大廠美光科技（Micron Technology）的執行長，駕機墜毀身亡。聯合新聞網
- 薩曼·金（Zalman King），70歲，電影導演與製片，癌症病逝。聯合新聞網

### 2月4日
- 弗洛伦斯·格林（英語：Florence Green），110岁，最後一位在世的第一次世界大戰老兵。新華社 Archive.today的存檔，存档日期2013-04-28、（英文）每日電訊報（页面存档备份，存于）
- 奈杰尔·道蒂（英語：Nigel Doughty），54岁，英格兰诺丁汉森林足球队老板。网易體育（页面存档备份，存于）
- 吳耀庭，86歲，台灣企業家，號稱百貨業的南霸天，大統集團創辦人。中國時報

### 2月5日
- 蒋英，92岁，中國大陸女高音歌唱家、声乐教育家，钱学森夫人，军事家蒋百里之女。解放日報

### 2月6日
- 顾夏声，94岁，中国工程院院士，环境工程专家。清華大學環境學院
- 黄培云，95岁，中国工程院资深院士，金属材料及粉末冶金专家。科學網（页面存档备份，存于）

### 2月7日
- 廖忠伟，48岁，中国小提琴演奏家、教育家。搜狐（页面存档备份，存于）

### 2月8日
- 曲自立，77歲，台灣體育記者、作家、評論員，撰寫美國NBA職業籃球賽報導與評論文章卅餘年，感冒感染造成肺積水。中央日報
- 方強，102歲，中國大陸將領，原中共中央顧問委員會委員、海軍原副司令員（按大軍區正職待遇）。1955年被授予中將軍銜。新华网（页面存档备份，存于）
- 蕭玉鳴，78歲，菲律賓修女，奉獻台灣半世紀，照顧過無數病患。新浪[]

### 2月11日
- 惠妮·休斯頓（英語：Whitney Elizabeth Houston），48歲，美國R&B歌手、演員、電影製作人、模特兒。（英文）CNN（页面存档备份，存于）、蘋果日報（页面存档备份，存于）
- 王桂榮，82歲，美籍臺灣人，台灣黨外運動人士，台美基金會創辦人。民視Archive.today的存檔，存档日期2013-04-18

### 2月12日
- 曾紀恩，90歲，台灣棒球員，曾任兄弟象總教練，同時也是2007年運動精英獎的終身成就獎得主。聯合新聞網、中央社
- 大卫·凯利（David Kelly），82岁，爱尔兰男演员。RTE新闻（页面存档备份，存于）
- 常勇，98岁，中國大陸解放軍少將，原國防科學技術工業委員會顧問。中国共产党新闻网[永久]

### 2月15日
- 林炳煌，93歲，居香港飛虎隊成員最後一人。SINA（页面存档备份，存于）

### 2月16日
- 淡島千景，87歲，日本演員。（日語）日本經濟新聞（页面存档备份，存于）

### 2月17日
- 蓋瑞·卡特（英語：Gary Carter），57歲，紐約大都會名人堂捕手，在大聯盟獲得「小子The Kid」稱號。ESPN
- 徐玉如，70岁，中国智能水下机器人专家，中国工程院院士。科学网（页面存档备份，存于）
- 田明，75歲，本名黃鈺清，台灣演員，2007年以公視《娘惹滋味》入圍迷你劇集最佳男配角獎，攝護腺癌病逝。蘋果日報

### 2月18日
- 李栢儉（Miles Jackson-Lipkin），87歲，香港大律師，高等法院按察司（1981年－1987年），2007年因詐取綜援和公屋單位而被判監。英文虎報
- 王德衍，80歲，中國銀行原黨組書記、董事長、行長。新華網（页面存档备份，存于）

### 2月19日
- 施洛斯（英語：Walter Schloss），95歲，美國投資家、企業家、及慈善家，曾被華倫·巴菲特多次讚揚的投資者。信報（页面存档备份，存于）
- 羅納托·杜爾貝科（義大利語：Renato Dulbecco），98歲，義大利病毒學家，1975年由於發現腫瘤病毒與細胞遺傳物質之間的相互作用而獲得的諾貝爾生理學或醫學獎。（英文）紐約時報（页面存档备份，存于）
- 柏寒，56歲，中国演员。搜狐（页面存档备份，存于）

### 2月20日
- 維塔利·沃羅特尼科夫（英語：Vitaly Ivanovich Vorotnikov），曾任蘇聯俄羅斯蘇維埃聯邦社會主義共和國部長會議主席（總理）（1983─1988），和最高蘇維埃主席團主席（1988─1990）。（俄文）俄羅斯日報（页面存档备份，存于）
- 黃崑巖，79歲，台灣國立成功大學醫學院創院院長，著有《黃崑巖談教養》等書。聯合報

### 2月22日
- 玛丽·科尔文（英語：Marie Colvin），56歲，美籍战地记者，在敘利亞霍姆斯遭炮擊身亡。（英文）The New York Times（页面存档备份，存于）
- 雷米·奧克利克（法語：Rémi Ochlik），28歲，法國籍攝影記者，在敘利亞霍姆斯遭炮擊身亡。（英文）The New York Times（页面存档备份，存于）、鉅亨網（页面存档备份，存于）
- 鄭堯仁，50歲，台灣技嘉科技子公司集嘉通訊總經理。中國時報

### 2月23日
- 徐邦達，101歲，中國大陸書畫鑑定家、畫家、書法家、詩人。蘋果日報。
- 苏清河，72歲，第一位国家级非物质文化遗产“中国白瓷烧制技艺”传承人，第一位“德艺双馨”陶瓷艺术大师，泉州市第一位享受国务院特殊津贴的高技能人才。东南网

### 2月24日
- 周嘯虹，80歲，筆名萧鸿、关山遥，台灣作家。家屬於3月5日登載聯合報之訃聞（页面存档备份，存于）

### 2月25日
- 陳之藩，87歲，僑居香港的台灣散文家和電子工程學家。聯合報（页面存档备份，存于）、香港中文大學（页面存档备份，存于）

### 2月26日
- 吴媚媚，95岁，中国滑稽表演艺术家。凤凰网（页面存档备份，存于）

### 2月28日
- 白靜及其丈夫周成海，白靜是中國大陸電影演員，28歲。新浪娛樂（页面存档备份，存于）